# Каорија (Тренто)
Каорија је насеље у Италији у округу Тренто, региону Трентино-Јужни Тирол.
Према процени из 2011. у насељу је живело 316 становника. Насеље се налази на надморској висини од 842 м.